# Ny kyrka
Ny kyrka är församlingskyrka i Arvika-Ny församling i västra Värmland. Kyrkan är belägen vid stranden av Nysockensjön, strax norr om Ottebol och drygt 10 kilometer nordväst om Arvika.

## Kyrkobyggnaden
En tidigare träkyrka på platsen hade medeltida anor. Vid mitten av 1600-talet förlängdes kyrkan och 1756 utvidgades den till en korskyrka. Kyrkan hade torn med öppen lanternin och var i bruk fram till 1889 då den revs.
Nuvarande tegelkyrka uppfördes 1887-1889 efter ritningar av arkitekt Agi Lindegren och invigdes 20 juli 1890. Kyrkan är i nygotisk stil, vilar på en sockel av granit och har rött fasadtegel. Långhusets innertak täcks av ett spetsbågigt trävalv medan koret och absiden täcks av putsade tegelvalv.

## Orgel
- 1898 byggde E A Setterquist och Son en orgel med 8 stämmor.
- Den nuvarande orgeln är byggd 1945 av Olof Hammarberg i Göteborg. Orgeln är pneumatisk med fria och fasta kombinationer. Den har även en registersvällare.

| Huvudverk I  | Svällverk II  | Pedal       | Koppel   |
| Principal 8’ | Rörflöjt 8’   | Subbas 16’  | I/P      |
| Gedackt 8’   | Salicional 8’ | Koralbas 4’ | II/P     |
| Oktava 4’    | Spetsflöjt 4’ |             | II/I     |
| Flöjt 4’     | Nasard 2 2⁄3’ |             | II 16'/I |
| Mixtur 3 ch  | Gemshorn 2'   |             |          |
|              | Ters 1 3⁄5'   |             |          |

### Webbkällor
- Kyrkor i Karlstads stift Del I, Utgiven av Värmlands Museum och Karlstads stift, 2008, ISBN 91-85224-71-5
- byggnadspresentation
- Wikimedia Commons har media som rör Ny kyrka.